# Antonio Gala
Pour les articles homonymes, voir Gala.
Antonio Gala Velasco, né le 2 octobre 1930 à Brazatortas et mort le 28 mai 2023 à Cordoue, est un dramaturge, romancier et scénariste espagnol.

## Biographie
Antonio Gala naît à Brazatortas (Castille-La Manche). Il commence des études pour entrer dans le Corps supérieur des avocats de l'État, mais il abandonne ce projet. Il entre dans l'Ordre des Chartreux mais s'en fait expulser pour manque de discipline.
Il commence à publier ses œuvres dans la revue de poésie Litoral. En 1959, il est accessit au Prix Adonáis de poésie pour son recueil Enemigo íntimo.
Il publie des pièces de théâtre à partir des années 1960. Il s'installe à Florence en Italie, puis à Madrid.
Le réalisateur Rafael Gil adapte une de ses pièces de théâtre pour son film Los buenos días perdidos (1975). En 1976-1977, il crée avec Mario Camus la série télévisée Paisaje con figuras diffusée sur TVE.
Il fait partie du jury du Festival de Cannes 1981. 
En 1985, Beatriz Carvajal joue dans sa pièce de théâtre El hotelito. Pour le théâtre, il a aussi travaillé aux côtés de l'actrice María José Alfonso. 
En 1990, il publie son roman Mémoires écarlates, les pseudo-mémoires de Boabdil, dernier sultan de Grenade. Ce roman lui vaut le Prix Planeta la même année.
Son roman de 1993 La Passion turque est adapté au cinéma par Vicente Aranda en 1994 : La pasión turca.
Bisexuel, il évoque le sujet dans son roman La regla de tres (1996).
En 1997, il reçoit la Médaille d'or du mérite des beaux-arts.
Il vit à Cordoue, où il meurt le 28 mai 2023 à l'âge de 92 ans.

## Œuvre

### Poésie
- Enemigo íntimo, 1959
- 11 sonetos de La Zubia, 1981
- 27 sonetos de La Zubia, 1987
- Poemas cordobeses, 1994
- Testamento andaluz, 1994
- Poemas de amor, 1997
- El poema de Tobías desangelado, 2005
- Desde el Sur te lo digo, edición de Pedro J. Plaza, 2019

### Pièces de théâtre
- Los verdes campos del Edén, 1963
- El caracol en el espejo, 1964
- El sol en el hormiguero, 1966
- Noviembre y un poco de hierba, 1967
- Spain's strip-tease, 1970
- Los buenos días perdidos, 1972
- ¡Suerte, campeón!, 1973
- Anillos para una dama, 1973
- Las cítaras colgadas de los árboles, 1974
- ¿Por qué corres, Ulises?, 1975
- Petra regalada, 1980
- La vieja señorita del paraíso, 1980
- El cementerio de los pájaros, 1982
- Trilogía de la libertad, 1983
- Samarkanda, 1985
- El hotelito, 1985
- Séneca o el beneficio de la duda, 1987
- Carmen, Carmen, 1988
- Cristóbal Colón, 1989
- La truhana, 1992
- Los bellos durmientes, 1994
- Café cantante, 1997
- Las manzanas del viernes, 1999
- Inés desabrochada, 2003

### Récits
- El manuscrito carmesí (1990) Publié en français sous le titre Mémoires écarlates : moi, Boabdil, dernier sultan de Grenade, traduit par Dominique Lepreux, Paris, Éditions Jean-Claude Lattès, 1996  (ISBN 2-7096-1716-1)
- La pasión turca (1993) Publié en français sous le titre La Passion turque, traduit par Dominique Lepreux, Paris, Éditions Jean-Claude Lattès, 1998  (ISBN 2-7096-1883-4)
- Siete cuentos, 1993 (nouvelles)
- Granada de los nazaríes, 1994 (roman)
- Más allá del jardín, 1995 (roman)
- La regla de tres, 1996 (roman)
- El corazón tardío, 1998 (nouvelles)
- Las afueras de Dios, 1999 (roman)
- Ahora hablaré de mí, 2000 (autobiographie)
- El imposible olvido, 2001 (roman)
- Los invitados al jardín, 2002 (nouvelles)
- El dueño de la herida, 2003 (nouvelles)
- El pedestal de las estatuas, 2007 (roman)
- Los papeles de agua, 2008 (roman)